# 上阿西爾謝赫國

上阿西爾謝赫國旗幟

上阿西爾謝赫國，是一個1916年8月成立的國家，由一個名為哈珊·本·阿瓦德的部落長老建立，上阿西爾謝赫國是從伊德里斯酋長國分裂出來的國家。
在1920年4月至5月，該國發生內亂(受伊本·沙特支持)，1920年8月30日，上阿西爾謝赫國被内志苏丹国和伊德里斯酋長國瓜分。